# Callochiton empleurus
Callochiton empleurus is een keverslakkensoort uit de familie van de Callochitonidae. De wetenschappelijke naam van de soort is voor het eerst geldig gepubliceerd in 1872 door Hutton.